# Zračna luka Innsbruck
Zračna luka Innsbruck Kranebitten (IATA: INN, ICAO: LOWI) je najveća zračna luka u Tirolu u zapadnoj Austriji. Preko nje se odvijaju regionalni letovi oko Alpa te sezonski letovi na više destinacija. Tijekom zime aktivnost zračne luke se značajno povećava, s obzirom na veliki broj skijališta u regiji. Glavna je baza Welcome Aira i regionalnog prijevoznika Austrian Airlinesa - Tyrolean Airwaysa.
Zračna luka je poznata i po teškom prilazu radi okolne konfiguracije terena radi čega je određenim tipovima aviona slijetanje zabranjeno. Nalazi se oko 2,5 milje od centra Innsbrucka.